# Archophileurus wagneri
Archophileurus wagneri är en skalbaggsart som beskrevs av Ohaus 1911. Archophileurus wagneri ingår i släktet Archophileurus och familjen Dynastidae. Inga underarter finns listade.